# Atacan Öztürk
Atacan Öztürk (* 18. Januar 1982 in Antalya) ist ein ehemaliger türkischer Fußballtorhüter.

## Karriere

### Verein
Öztürk begann mit dem Vereinsfußball in der Jugend von Antalya Özel İdarespor und wechselte 1999 in die Jugend von Antalyaspor. Im Sommer 2000 erhielt er bei Antalyaspor einen Profivertrag, spielte aber ausschließlich für die Reservemannschaft. Gegen Saisonende wurde er in den Profikader involviert. Sein Profidebüt machte er am 19. Mai 2001 im Ligaspiel gegen İstanbulspor. Die nachfolgende Spielzeit saß er fast ausschließlich auf der Ersatzbank und machte nur ein Ligaspiel. Zum Saisonende stieg er mit seiner Mannschaft in die TFF 1. Lig ab.
Im Sommer 2003 wechselte er zum Zweitligisten Elazığspor und spielte hier vier Spielzeiten lang. Anschließend wechselte er innerhalb der Liga zu Boluspor.
Nach einer fünfjährigen Tätigkeit bei Boluspor wechselte er zum Zweitligaaufsteiger Şanlıurfaspor. Ein Jahr später wechselte er zu seinem alten Verein Boluspor zurück.
Zur Saison 2014/15 wechselte Öztürk zum neuen Zweitligisten Alanyaspor. Eine Saison später wurde er vom Istanbuler Drittligisten Sarıyer SK verpflichtet. Ab Januar 2016 spielte er für Göztepe Izmir und ab Sommer 2016 für Tokatspor.

### Nationalmannschaft
Öztürk spielte ab der türkischen U-16 bis zur U-18 in allen türkischen Jugendnationalmannschaften.